# Eyes of Innocence
Eyes of Innocence  es el  octavo álbum de estudio de Miami Sound Machine. Y su primer álbum de estudio con canciones en inglés. Fue lanzado al mercado en 1984.

## Información general
Este álbum fue un gran avance para la banda.

"Dr. Beat", canción dance-pop de mayor éxito fue el 1.er sencillo del álbum, la canción utiliza sintetizadores y ritmos de baile de la época, pero se diferencia de otros la música pop de la época a través de la inclusión de sonidos latinos.
El segundo sencillo "Prisoner of Love" fue lanzado exclusivamente para el mercado europeo, ya que éste mercado respondió mejor, en cuanto a ventas, que el americano. Sin embargo, la canción, que tiene un sonido similar al del sencillo anterior, no fue un éxito, como Dr. Beat y fue un fracaso comercial al solo llegar a los 100 mejores de la tabla de singles del Reino Unido.
Debido al fracaso de la canción "Prisoner of Love", otro sencillo fue lanzado al mercado estadounidense, "I Need a Man" (una canción diferente del hit de Eurythmics), pero también fue un fracaso.
Con el fracaso de los últimos dos sencillos, ningún otro sencillo fue lanzado para promover el álbum, salvo en Filipinas, donde "I need your love" fue publicado como promoción solamente, una vez más, fue un fracaso.
Muchas de las canciones del álbum fueron originalmente escritas en español y traducidas al inglés, entre ellos "Orange Express", que fue el tema principal de la banda antes del álbum A Toda Máquina, y "I need your love", una traducción de la canción "Regresa a mí".
A partir de 2008, el álbum ha vendido más de un millón de copias en todo el mundo.

## Lista de canciones
| #   | Título                              | Escritor(es)                   | Duración |
| --- | ----------------------------------- | ------------------------------ | -------- |
| 1.  | "Dr. Beat"                          | Enrique E. García              | 4:26     |
| 2.  | "Prisoner of Love"                  | Enrique E. García              | 4:00     |
| 3.  | "OK"                                | Wesley B. Wright               | 4:12     |
| 4.  | "Love Me"                           | Gloria Estefan                 | 4:15     |
| 5.  | "Orange Express"                    | S. Watannabe, Wesley B. Wright | 3:45     |
| 6.  | "I Need a Man"                      | Enrique E. García              | 3:40     |
| 7.  | "Eyes of Innocence"                 | Gustavo Lezcano                | 3:04     |
| 8.  | "When Someone Comes into Your Life" | Gloria Estefan                 | 4:59     |
| 9.  | "I Need Your Love"                  | Enrique E. García              | 4:38     |
| 10. | "Do You Want to Dance"              | Enrique E. García              | 3:40     |

## Posición en listas
| Chart (1984)      | Mejor Posición |
| ----------------- | -------------- |
| UK Top 75 Albums. | 20             |

## Certificaciones
| País           | Certificación | Ventas  |
| -------------- | ------------- | ------- |
| Australia      | Oro           | 35 000  |
| Estados Unidos | Oro           | 100 000 |